# Papillomurus magnificus
Papillomurus magnificus är en urinsektsart som beskrevs av John Tenison Salmon 1949. Papillomurus magnificus ingår i släktet Papillomurus och familjen Isotomidae. Inga underarter finns listade i Catalogue of Life.